# Haasdonk
Haasdonk is een dorp in de Belgische provincie Oost-Vlaanderen en een deelgemeente van de gemeente Beveren-Kruibeke-Zwijndrecht, het was een zelfstandige gemeente tot aan de gemeentelijke herindeling van 1977 toen het bij Beveren werd aangehecht. Begin 2025 werd het bij een volgende fusie onderdeel van de nieuwe fusiegemeente Beveren-Kruibeke-Zwijndrecht. Haasdonk ligt in het Waasland aan de autosnelweg E17.
Het locofaulisme van een Haasdonkenaar is 'rostekop'. In het lokale dialect wordt de gemeente ook wel Ostong genoemd.

## Geschiedenis
Haasdonk speelde einde van de 18de eeuw als kantonnale hoofdplaats een belangrijke rol in de Boerenkrijg in het Waasland. Er vond een opstand plaats en Jean Baptist Tassijns werd door het Franse leger gefusilleerd in de bossen van Haasdonk. Elk jaar wordt er in oktober een boerenkrijgverlichting gehouden met enkele duizenden theelichtjes. De straatverlichting alsook de verlichting binnenshuis wordt dan gedoofd. Ook is er de mogelijkheid om per bus of te voet het graf van Tassijns in de bossen te bezoeken. In diezelfde bossen van Haasdonk bevindt zich nog steeds een herdenkingsplaats. Op deze manieren worden de woelige jaren tijdens de Boerenkrijg in ere gehouden.

## Demografische ontwikkeling
- Bronnen:NIS, Opm:1831 tot en met 1970=volkstellingen; 1976 = inwoneraantal op 31 december

## Bezienswaardigheden
- Fort van Haasdonk
- de Sint-Jacobuskerk uit de 19e eeuw.
- het oud-gemeentehuis op het P.Verwilghenplein
- Park Hof Ter Saksen
- Hoeve Hof Ter Snoecke
- Oude Herenhuizen in de Keizerstraat
- Tassijnskruis in de bossen van Haasdonk. Het herdenkt Jan Baptist Tassijns; tijdens de Boerenkrijg door de Fransen doodgeschoten.
- Kapellekes-route
- Tibeert-route

## Natuur en landschap
Haasdonk ligt in Zandig Vlaanderen en het Waasland. De hoogte bedraagt ongeveer 18 meter.
Haasdonk bezit een van de bekendste parkbossen van Beveren-Waas, namelijk Hof ter Saksen. Met zijn net vernieuwde kasteel krijgt het nog meer spankracht en kom je beter tot rust tijdens de verscheidene exposities die er gehouden worden. Park Hof Ter Saksen is inmiddels uitgegroeid tot een soort van cultureel centrum in de open lucht waar verschillende beurzen en tentoonstellingen worden gehouden. Voorts is er ook de Beverse Beek naast Hof ter Saksen die ontwikkeld is tot een vogelbroedplaats en het fort van Haasdonk dat reeds is geklasseerd en waar de natuur de vrije loop kan gaan. Ten laatste zijn er ook nog de bossen van Haasdonk waar het Tassijnskruis zich bevindt, een rustige plek vlak bij recreatiedomein 'De Ster' in Sint-Niklaas.

## Mobiliteit
Haasdonk is makkelijk te bereiken met de fiets, bus en de wagen.
- Voor de fietsers langs de vele goed onderhouden fietspaden die Haasdonk verbinden met de omliggende steden en gemeenten.
- Voor de automobilisten via de E17 afrit 15a of via de N70.
- Met de bus via lijn 82 Antwerpen LO-Zwijndrecht-Haasdonk vertrekkende uit Waasmunster, Lokeren of Sint-Niklaas. Lijn 82 Waasmunster-Lokeren-Parkbegraafplaats-Heimolen-Sint-Niklaas-Haasdonk vertrekkende uit Antwerpen-Linkeroever, Zwijndrecht of Beveren-Waas.

## Verenigingsleven
In Haasdonk is één jeugdbeweging actief. Het gaat om de KLJ, waarvan het lokaal zich achter de kerk bevindt. Ouderen vinden elkaar bij Okra. Haasdonk telt verder enkele voetbalploegen (onder meer Ostonk United, Herleving Red Star Haasdonk, VK Haasdonk en Mini Moor), een turnclub (Jong & Lenig), twee badmintonclubs (o.a. BC De Plumkes), een volleybalploeg (Haavok), een Ju-Jitsu club (Hon Ryu Haasdonk) en een duivenbond (Kon. Eendracht Haasdonk). Verder zijn er tal van vrouwenverenigingen actief (KVLV, femma, Markant) en zijn er ook afdelingen van kwb en de Gezinsbond. De Nachtvlinders verenigt dan weer de carnavalisten. Daarnaast is er een tak van het Davidsfonds actief. Op muzikaal vlak bestaat er een koor (Pro Musica), een fanfare (Sint-Cecilia) met een recent opgerichte jeugdafdeling (Young Music Band) en Oud-Chiro heeft ook een eigen muziekkapel. Ook bij toneelkring Tassijns en de Volkstuinen kunnen Haasdonkenaren terecht voor ontspanning. Voor de liefhebbers van het platteland zijn er de Landelijke Gilden.

## Evenementen
- Nieuwjaarsbal
- Carnavalstoet + Carnavalskermis
- Haasdonk Zingt
- Sportfeesten
- Kinderjaarmarkt
- Jaarmarkt + Haasdonk-kermis
- Rerum Novarum
- Poppendonk
- Kleine kermis
- Boerenkrijgverlichting
- Kerstmarkt
- Haasdonk Zapt
- Dressuurwedstrijd LRV Haasdonk

## Werkgelegenheid
Haasdonk telt weinig tot geen bedrijven, enkele transportbedrijven buiten het centrum en kleine zelfstandigen, verzekeringsmakelaars, boekhoudkantoren en een paar ketenwinkels langs de gewestweg N70.

## Geboren in Haasdonk
- Alex Boeye (1934-2024), lid van De Strangers
- Pascal Smet (1967), politicus
- Alfons Van Meirvenne (1932), kunstschilder - beeldhouwer
- Leo Van Raemdonck (1912-1971), politicus

## Nabijgelegen kernen
Kruibeke, Bazel, Beveren, Velle, Nieuwkerken-Waas
Deelgemeenten: Bazel · Beveren · Burcht · Doel · Haasdonk · Kallo · Kieldrecht · Kruibeke · Melsele · Rupelmonde · Verrebroek · Vrasene · Zwijndrecht

Overige dorpen en gehuchten: Beestenhoek · Bloempot · De Bank · Doorn · Es · Gaverland ·  Geslecht · Groot Laar · Halve Maan · Hoogeinde · Hoogstraat · Kalishoek (Doel) · Kalishoek (Melsele) · Kemphoek · Klein Laar · Melseledijk· Mosselbank (Haasdonk) · Mosselbank (Vrasene) · Nieuwe Parochie · Ouden Doel · Oudendijk · Ponjaard · Prosperpolder · Puiput · Rapenberg · Rapenburg · Saftingen · Sint-Antoniushoek · Smoutpot · Stenen Kruis · Tijskenshoek · Vendoorn · Verrebroekse Blikken · Vijfstraten · Vliegenstal · Voshoek · Westakkers · Wilden Haan · Zillebeek · Zwaantje

Belgische gemeenten · Arrondissement Sint-Niklaas · Oost-Vlaanderen · Vlaanderen